# 和田信二郎
和田 信二郎（わだ しんじろう、1873年12月 - 1950年8月29日）は、日本の国文学者・文部官僚。
若狭国小浜藩士・和田義比の次男。弟は和田光石。父の弟は和田維四郎、その子で従弟に推理作家の大坪砂男がいる。妹の夫は正木直彦。和田謹吾は五男。1891年東京英語学校、国語伝習所卒。1895年國學院卒。芳賀矢一に師事。奈良県立第一中学校（現奈良県立郡山高等学校）に赴任、のち津に移り、古事類苑編纂部に勤める。1903年文部省に入り、中学校高等学校教科書編纂官。1943年退任。

## 著編書
- 『皇室要典』編 光風館書店 1912
- 『君が代と万歳』光風館書店 1932
- 『贈正四位杉田玄白先生事蹟』栄閑院 1937
- 『皇国の姿』目黒書店 1937
- 『中川淳庵先生』立命館出版部 1941 のち大空社
- 『山口菅山先生小伝』山口菅山先生九十年記念会 1943
- 『巧智文学』明治書院 1950
- 『君が代と萬歳 新版』ミュージアム図書編集部 編 ミュージアム図書 1998

### 校訂書
- 杉田玄白『校定蘭学事始』東西医学社 1950